# Glenda
A Glenda valószínűleg kelta eredetű amerikai női név, a Glenn férfinév női párja. Ez eredetileg családnév, és völgy(lakó)t jelent.

## Gyakorisága
Az 1990-es években szórványos név, a 2000-es években nem szerepel a 100 leggyakoribb női név között.

## Névnap
ajánlott névnap
- április 11.[2]
- május 13.[2]

## Híres Glendák
- Glenda Jackson Oscar-díjas brit színésznő.